# Ópera Estatal de Viena
A Ópera Estatal de Viena (em alemão Wiener Staatsoper) é uma casa de ópera - e uma companhia de ópera - com uma grande história desde o século XIX. Está localizada no centro de Viena, Áustria. Os membros da Orquestra Filarmônica de Viena são recrutados dessa orquestra.

## História

### História da Construção
O prédio foi o primeiro grande edifício no Wiener Ringstraße, construído graças ao Fundo de Expansão da Cidade. Começou a ser construído em 1861 e estava finalizado em 1869, seguindo os planos dos arquitetos August Sicard von Sicardsburg e Eduard van der Nüll. Foi feito num estilo neo-renascentista. Foi a primeira construção com finalidade operística em Viena.
Entretanto, o prédio não foi muito popular ao público. Não parece tão grande quanto o Heinrischshof, uma residência privada (que foi destruída na época da Segunda Guerra Mundial)
Foi inaugurado em 25 de Maio de 1869 com a ópera Don Giovanni de Wolfgang Amadeus Mozart.

### Bombardeios e Reconstrução
Durante a Segunda Guerra Mundial, mais precisamente em 12 de março de 1945, o prédio foi bombardeado pelos estadunidenses, destinado ao Raffinerie em Floridsdorf. A se(c)ção dianteira manteve-se intacta, incluindo o saguão com afrescos de Moritz von Schwind, as escadarias principais, o vestíbulo e o salão de chá. O auditório e o palco, no entanto, foram destruídos pelo fogo, assim como quase toda a decoração e adereços para mais de 120 óperas, com cerca de 150.000 figurinos. A companhia foi, temporariamente alojada, no Theater an der Wien e em Volksoper de Viena.
Longas discussões ocorrem para saber se o prédio devia ser restaurado ao seu estado original ou se deviam demolí-lo e reconstruído de um estilo diferente. Eventualmente, a decisão foi tomada por reconstruir a casa de ópera.

## Gustav Mahler
Gustav Mahler foi um dos muitos maestros que trabalharam em Viena. Durante o seu mandato, Mahler cultivou uma nova geração de cantores, como Anna Bahr-Mildenburg e Selma Kurz.
Mahler também introduziu a prática de diminuir a iluminação no teatro durante os espetáculos, o que inicialmente não foi apreciado pela plateia. No entanto as reformas de Mahler foram mantidas pelos seus sucessores.

## Herbert von Karajan
Herbert von Karajan introduziu a prática da realização de óperas exclusivamente na sua língua durante seu mandado; antes deste, óperas foram realizadas em alemão. Ele manteve um elo com o La Scala, com ambas as organizações partilhando as produções.

## Atualmente

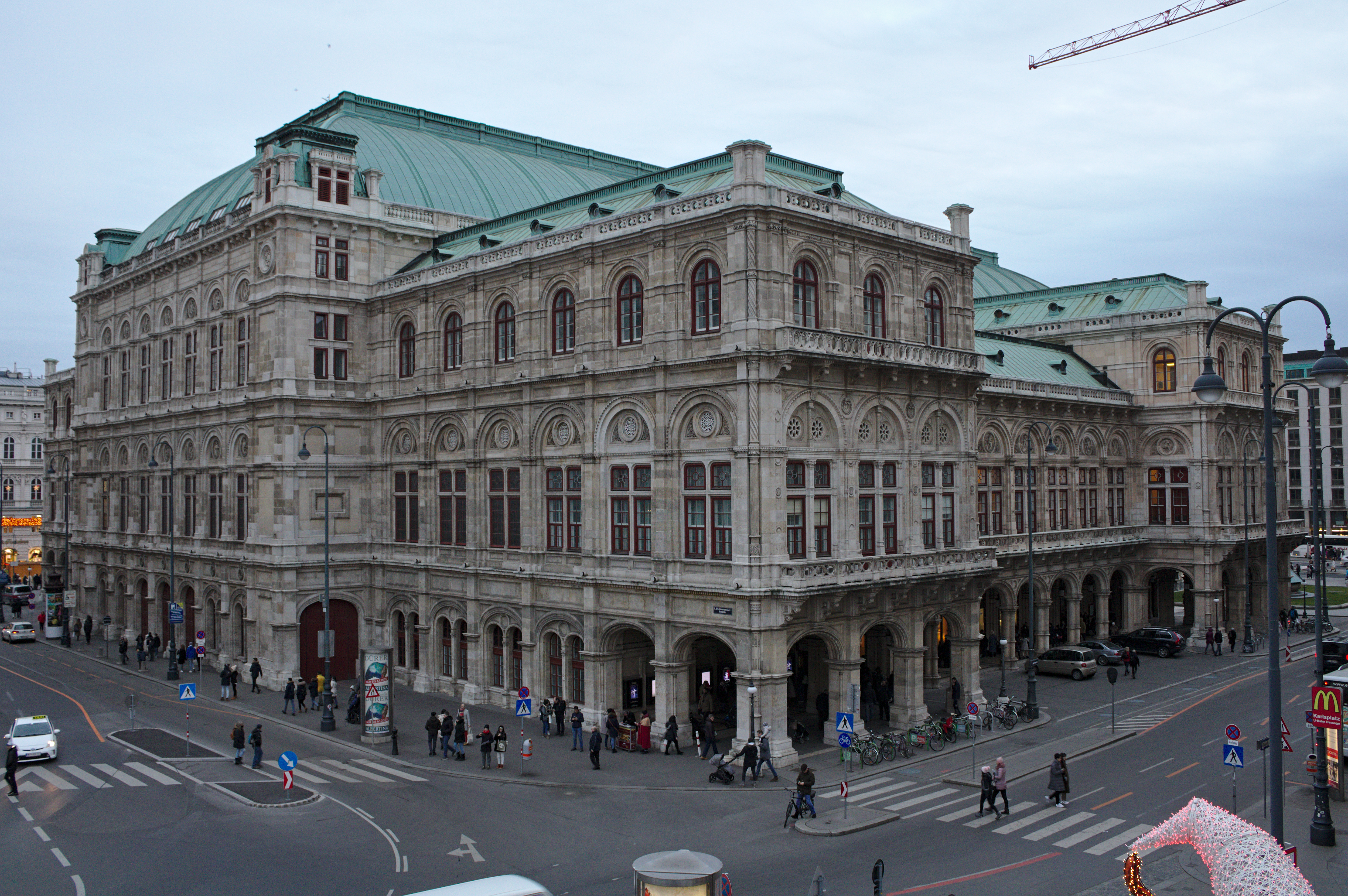
A Ópera Estatal de Viena vista a partir da Galeria Albertina.

### A Companhia
A Ópera Estatal de Viena está intimamente ligada a Filarmônica de Viena, que é incorporada a uma sociedade própria, mas cujos membros são recrutados da Estatal de Viena.
A Ópera Estatal de Viena é uma das companhias que mais produz espetáculos, entre 50 e 60 por ano em cerca de 200 espetáculos. Ela emprega mais de mil funcionários. Em 2008 o orçamento anual foi de, aproximadamente, 100 milhões de euros, onde, 50% vem de subsídios estatais.
Atualmente a companhia é liderada pelo Diretor Musical Seiji Ozawa.

## Opera Ball
Por muitas décadas, a casa de ópera foi o palco da Vienna Opera Ball. É um evento de renome internacional, que acontece anualmente na última quinta-feira. Este inclui, muitas vezes, a presença de visitantes de todo o mundo, especialmente, proeminentes do mundo dos negócios e da política.

## Diretores musicais
Em ordem cronológica, os diretores musicais foram: